# Klippe (geologi)
 For alternative betydninger, se Klippe. (Se også artikler, som begynder med Klippe)
En klippe er en markant opragende terrænform af geologisk karakter.

## Etymologi
Den sproglige oprindelse er ifølge Dan Hemming: "Guldhornenes tale" relateret til udsagnsordet klippe (som med en saks), idet opragende klippepartier i havstokken klippede hul i bådene. På samme måde kommer skær (klippeskær) af skære, igen med bådene som dem, der blev udsat for skæring. Her afspejles, at klipper almindeligvis forekommer i kystzonen (kystklipper, klippekyst).

## Dannelse
De fleste klipper er i betydeligt omfang udformet ved borterodering (erosionsrester). Tektoniske kræfter (bjergkædedannelse, forkastningsvirksomhed) vil dog i de fleste tilfælde have medvirket til at forme og hæve terrænet således, at erosionen kan få fat.

## Klipper i Danmark
Der er meget få klipper i Danmark, men Bulbjerg, Møns Klint, Stevns Klint og Bornholm er eksempler på steder i Danmark med klipper.